# Jan van Balen
Jan van Balen (Anversa, 21 luglio 1611 – Anversa, 14 marzo 1654) è stato un pittore fiammingo del periodo barocco, noto per i suoi dipinti di carattere storico e allegorico.

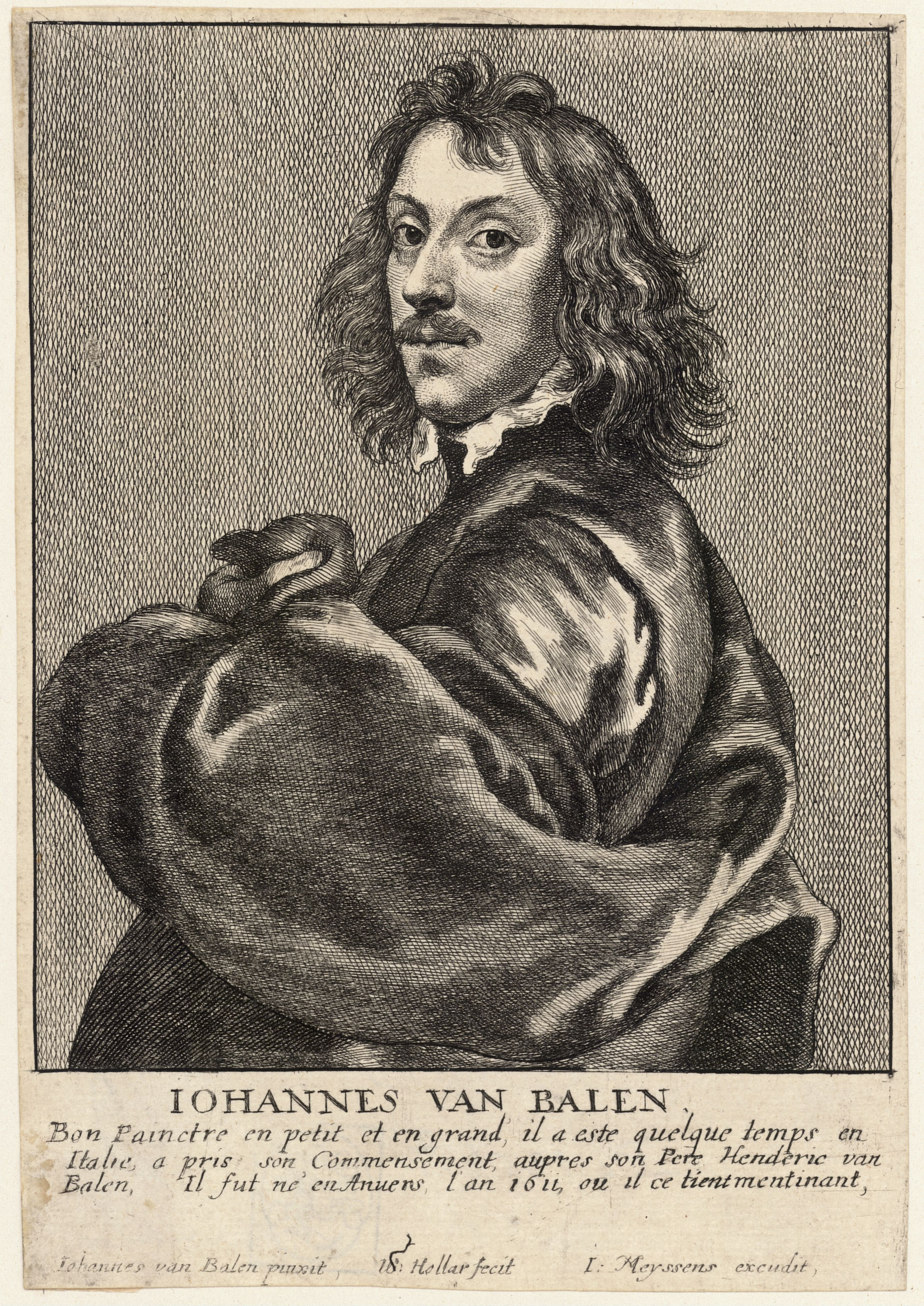
Jan van Balen in Het Gulden Cabinet

Dipinse anche paesaggi e scene di genere.

## Biografia
Era figlio di Hendrick van Balen e fratello di Hendrick, Gaspard e Margriet Briers.  Suo padre era un pittore di spicco ad Anversa e svolse un ruolo importante nel rinnovamento della pittura fiamminga all'inizio del XVII secolo e fu anche uno dei maestri di Antoon van Dyck.

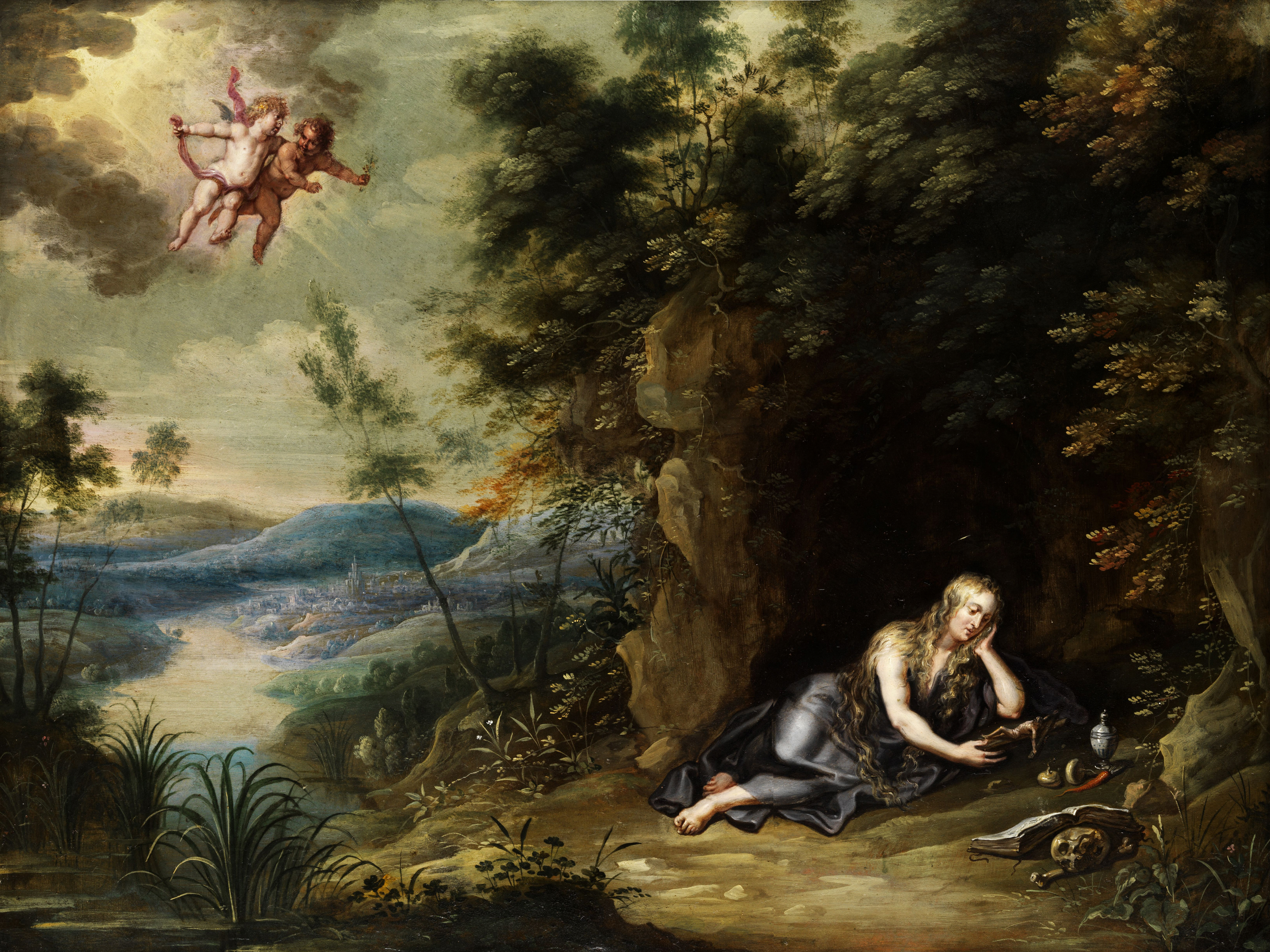
Maria Maddalena in religiosa solitudine

Jan van Balen aveva due fratelli, Gaspard (nato nel 1615) e Hendrick (nato nel 1620) entrambi pittori. Jan fu l'insegnante dei suoi fratelli più giovani. Sua sorella Maria sposò il pittore Theodoor van Thulden.
Jan venne iniziato alla pittura da suo padre e si registrò ad Anversa alla Corporazione di San Luca come apprendista nel 1631 e come mastro nel 1639-1640. In occasione della Gioiosa Entrata del nuovo governatore dei Paesi Bassi spagnoli, Ferdinando d'Asburgo ad Anversa nel 1635, Jan collaborò con suo fratello Gaspard, Theodoor van Thulden, Jan de Labare e Erasmus Quellinus il Giovane all'esecuzione dei disegni per la galleria sul Meir e l'arco trionfale nella chiesa di San Giovanni. Il lavoro venne fatto sotto la supervisione di Rubens.

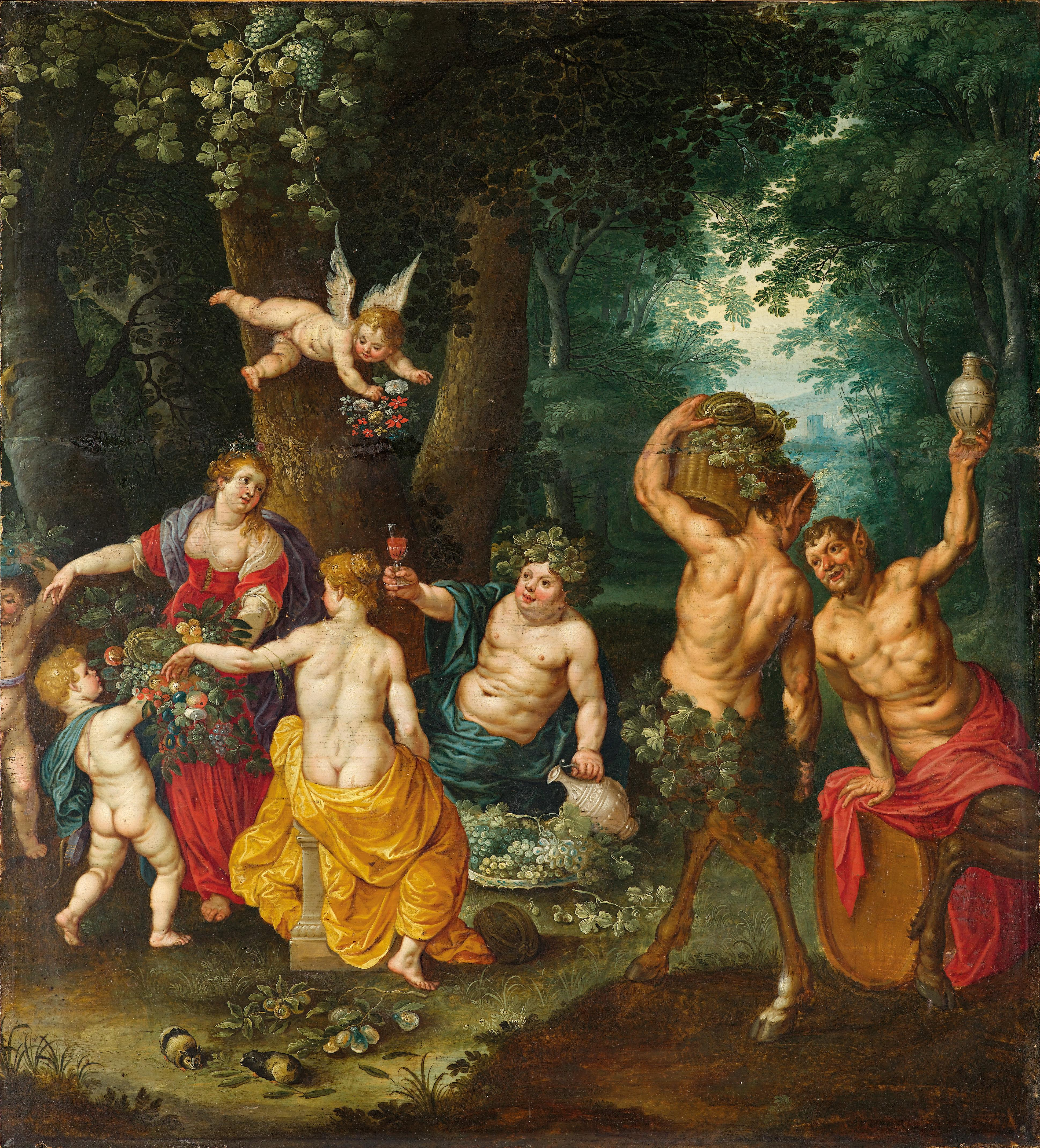
La festa di Bacco, dipinto con Jan Bruegel il Giovane

L'8 settembre 1639, con suo fratello Gaspard, partì per un viaggio in Italia. I due fratelli lavorarono a Roma, dove Gaspard morì il 7 marzo 1641. Jan ritornò ad Anversa dove scopò Joanna van Weerden il 31 maggio 1642. Non molto tempo dopo aver dato alla luce il loro unico figlio Peeter, sua moglie morì il 6 aprile 1643.
Jan van Balen morì ad Anversa nel 1654 e venne inumato nella chiesa di San Giacomo.

## Opere

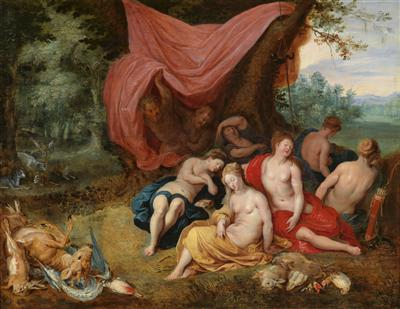
La dea Diana dormiente e le sue ninfe, dipinto con Jan Bruegel il Giovane

Come era consuetudine ad Anversa all'epoca, Jan van Balen collaborò spesso con altri pittori che erano specialisti in determinati generi. In particolare, le sue collaborazioni con Jan Bruegel il Giovane risultano documentate. Jan Bruegel il Giovane fu uno stretto collaboratore di Rubens e lavorò anche a composizioni con il padre di Jan, Hendrick van Balen. Alcune delle collaborazioni tra Jan Bruegel il Giovane e Jan van Balen sembrano essere state basate su composizioni su cui Jan Brueghel il Giovane o suo padre, Jan Brueghel il Vecchio, e Hendrick van Balen avevano collaborato in precedenza.
Esempi sono: 
Diana dormiente e le sue ninfe dopo la caccia, osservate dai satiri basato su una precedente composizione di Jan Brueghel il Vecchio e Hendrick van Balen, e La festa di Bacco (venduto all'asta al Dorotheum il 21 ottobre 2014, Vienna, lotto 27) basato su una precedente composizione di Jan Bruegel il Giovane e Hendrick van Balen il Giovane. In queste collaborazioni Jan van Balen dipinse le figure.

### Quadri di ghirlande

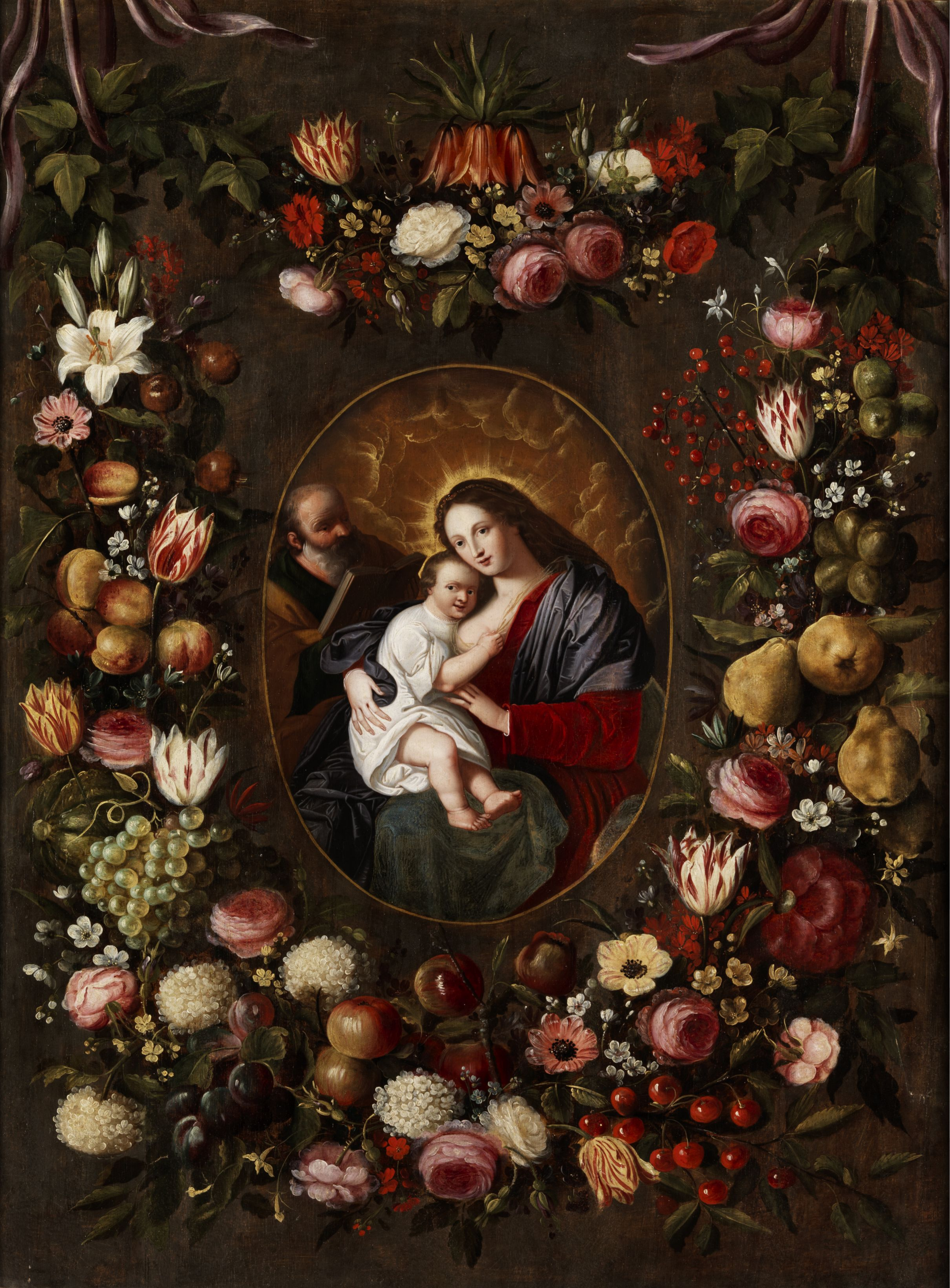
Ghirlanda di fiori con la sacra famiglia, dipinto con Jan Bruegel il Giovane

Un particolare tipo di pittura collaborativa su cui Jan van Balen operò regolarmente con Jan Brueghel il Giovane sono i cosiddetti "dipinti di ghirlande". Suo padre Hendrick van Balen ebbe un ruolo nello sviluppo del genere di dipinti di ghirlande, che solitamente sono costituiti da una ghirlanda di fiori che incornicia un'immagine devozionale o ritratto. Insieme a Jan Brueghel il Vecchio, Hendrick van Balen aveva dipinto la prima ghirlanda conosciuta intorno al 1607-1608 per l'italiano cardinale Federico Borromeo, un appassionato collezionista d'arte e cattolico riformatore. Borromeo commissionò il dipinto per rispondere alla distruzione delle immagini della Vergine nel secolo precedente e combinò così entrambi i suoi interessi nella riforma cattolica e nelle arti.
Il genere delle pitture di ghirlande fu ispirato dal culto, venerazione e devozione per  Maria prevalente presso la corte degli Asburgo (allora governanti sui Paesi Bassi spagnoli) e ad Anversa in generale. I dipinti di ghirlande erano di solito delle collaborazioni tra un pittore di nature morte e uno di figure. Il genere era inizialmente collegato all'immagine visiva del movimento della Controriforma.
Come i loro padri, anche i figli degli inventori del genere della pittura di ghirlande collaborarono a dipinti simili. Un esempio di pittura collaborativa di ghirlanda di Jan van Balen e Jan Bruegel il Giovane è Ghirlanda di fiori con Sacra famiglia (asta del 26 giugno 2014 Monaco di Baviera, lotto 193). Il medaglione nel centro raffigura la Sacra Famiglia mentre la ghirlanda è costituita da fiori e frutti con un richiamo simbolico alla devozione per  Maria. Van Balen dipinse il medaglione mentre Bruegel dipingeva l'abbondante ghirlanda.